# Peucedanum verticillare
Peucedanum verticillare är en växtart i släktet siljor (Peucedanum) och familjen flockblommiga växter.
Arten är en perenn ört som förekommer i Centraleuropa.